# Varennes-sur-Morge
Varennes-sur-Morge es una comuna francesa situada en el departamento de Puy-de-Dôme, en la región de Auvernia-Ródano-Alpes.

## Demografía
| 213 | 206 | 207 | 261 | 282 | 297 | 430 |
| Para los censos de 1962 a 1999 la población legal corresponde a la población sin duplicidades (Fuente: INSEE [Consultar]) |     |     |     |     |     |     |